# Glas anomaler Dispersion
Gläser mit anomaler Dispersion oder anomaler Teildispersion sind optische Gläser mit ungewöhnlicher Dispersion. Das heißt, der Verlauf des Brechungsindex über der Wellenlänge des Lichts weicht deutlich von dem der meisten anderen optischen Gläser ab. Man unterscheidet unter anderem Langkrongläser, die im kurzwelligen Bereich eine relativ große Teildispersion besitzen, verglichen mit anderen Gläsern mit etwa gleichem Brechungsindex und Abbe-Zahl, sowie Kurzflintgläser, deren Dispersion bei kurzer Wellenlänge relativ niedrig ist.
Mit Linsen aus gewöhnlichem Glas (Kron- und Flintglas) kann man die chromatische Aberration nur teilweise korrigieren (siehe Achromat). Genauer wird das primäre Spektrum korrigiert, aber das sekundäre Spektrum bleibt. Mit Glas anomaler Dispersion lässt sich auch das sekundäre Spektrum vermindern oder ganz beseitigen, was ein apochromatisches System ergibt.
Die Hersteller von Fotoobjektiven verwenden verschiedene Abkürzungen für solche Gläser, zum Beispiel SLD („Special low dispersion“), ELD („extraordinary low dispersion“), UD oder UL („ultra low dispersion“) oder ED „extra-low dispersion“.
Vor der Verfügbarkeit dieser Gläser wurden Linsen aus einem Calciumfluorid-Einkristall genutzt, um das sekundäre Spektrum zu korrigieren. Aus Kostengründen, und weil Fluorid zudem wenig formstabil und zerbrechlich ist, verwendet man heute stattdessen meist Langkrongläser, die ein ähnliches Dispersionsverhalten haben. Das sind zum Beispiel Fluorphosphatgläser, die Fluorid und zur Stabilisierung Metaphosphate und Titandioxid enthalten.
Die hohen Herstellungskosten dieser Gläser resultieren aus der notwendigen Reinheit der zur Herstellung verwendeten Substanzen und der schwierigen Fertigung.